# Gøye
Gøye eller Gjøe är en utdöd dansk uradelssläkt.

## Historia
På 1300- och 1400-talen kallade linjer sig Krag och Staverskov. Ursprungligen hörde släkten hemma på Lolland.
Den nyare släktens äldre linje härstammade från landsdomaren på Lolland Knud Gøye til Kjelstrup, Kjerstrup och Galmindrup, vars son, Anders Gøye til samma gårdar (död 1559), var far till bland andra lensmanden i Nykøbing Falster, senare på Højstrup Henning Gøye.
Den nyare släktens yngre linje härstammade från den rike och driftige godssamlaren Eskil Gøye til Krenkerup og Gisselfeld (död 1506). Han var far till Mogens Gøye och Henrik Gøye. Bland Mogens' talrika barn skall nämnas den fromma fru Eline Gøye (död 1563) och hennes syster Birgitte Gøye. Henrik Gøyes son Eskil Gøye till Skjørringe (död 1573), uppvaktade den fångne Kristian II på Kalundborg, var senare lensmand bland annat i Odense och Nyborg och proviansmästare i Fyn under Nordiska sjuårskriget. 
Hans son, Henrik Gøye till Skjørringe, var far till Mette Gøye och Anne Gøye. 
Deras brorsdotter Susanne Gøye var mor till Karen Brahe och syster till Marcus Gøye, med vilken familjen utslocknade på svärdssidan.